# 세인트폴 서울
서초동에 위치한 세인트폴서울 어학원은 미국 교과과정에 맞춰 미국 대학진학에 필요한 수업 및 활동기회를 제공하는 어학원이다.
세인트폴 서울(영어: Saint Paul Preparatory Seoul)은 대한민국 서울특별시에 위치한 어학원이다.